# Puebla del Príncipe
Puebla del Príncipe település Spanyolországban, Ciudad Real tartományban. Puebla del Príncipe Almedina, Montiel és Villamanrique községekkel határos. Lakosainak száma 647 fő (2024).

## Népesség
A település népessége az elmúlt években az alábbi módon változott:
| Lakosok száma | 1048 | 975  | 930  | 875  | 806  | 779  | 752  | 694  | 687  | 647  |
|               | 2001 | 2004 | 2006 | 2009 | 2011 | 2014 | 2016 | 2019 | 2021 | 2024 |